# Dark Medieval Times
Dark Medieval Times ist das Debütalbum der norwegischen Metal-Band Satyricon. Es wurde 1994 veröffentlicht, nachdem die Band zuvor die beiden Demos All Evil und The Forest Is My Throne veröffentlicht hatte.

## Entstehung
Das Album wurde vom Label Moonfog Productions des Sängers Satyr produziert. Alle Lieder wurden von Satyr komponiert. Hiervon ausgenommen ist die Einleitung des ersten Albumstücks Walk the Path of Sorrow, bei der es sich um einen Auszug aus dem 1988 veröffentlichten Album Death in the Blue Lake der norwegischen Experimental-Formation When handelt.

## Stil und Inhalt
Satyr bezeichnet die Produktion als „scharf wie eine Rasierklinge“. Er wollte mit ihr eine „kalte nordische Atmosphäre“ erzeugen. Ein Rezensent ist der Ansicht, das Album profitiere, „wie viele Black-Metal-Alben“, von der schlechten Produktion. Das Riffing erinnert an das von Mayhem und an mittelalterliche Melodien; es wird von akustischen Passagen unterbrochen und in diesen von einer Flöte begleitet, die „die passende Atmosphäre“ erzeugt. Das Album beginnt mit einem Sample der Band When.
Der Gesang ist trotz der schlechten Produktion gut verständlich, das Schlagzeugspiel erscheint konfus. Der Stil wird als „sabbath-artig“ beschrieben. Die Texte drehen sich um „Wälder, Schlösser, Schlösser im Wald, etc.“, wie bei frühen Aufnahmen der Band üblich.

## Rezeption
Jason Anderson von Allmusic findet, das Album dürfe „in keiner unheiligen Plattensammlung“ fehlen. Laut tartareandesire.com sollte jeder „mit einem vagen Interesse für frühen Black Metal“ Dark Medieval Times besitzen. Das Album wurde mit Darkthrones A Blaze in the Northern Sky, Mayhems De Mysteriis Dom Sathanas und Burzums Hvis lyset tar oss verglichen.

## Titelliste
1. Walk the Path of Sorrow (‚Den Pfad der Sorge gehen‘) – 8:18
2. Dark Medieval Times (‚Dunkle mittelalterliche Zeiten‘) – 8:11
3. Skyggedans (‚Schattentanz‘) – 3:55
4. Min hyllest til vinterland (‚Mein Tribut an das Winterland‘) – 4:29
5. Into the Mighty Forest (‚In den mächtigen Wald‘) – 6:18
6. The Dark Castle in the Deep Forest (‚Das dunkle Schloss im tiefen Wald‘) – 6:22
7. Taakeslottet (‚Das Nebelschloss‘) – 5:54